# MottECO
mottECO（モッテコ）は、日本における食品ロス削減のための取り組みの1つ。レストランや宴会で食べきれなかった料理を、客の自己責任で持ち帰ってもらうことで食品ロス削減を図る取り組みであり、日本政府が推奨するものである。

## 概要
mottECOとは、飲食店などの利用客が「自身の食べ残しを自己責任で持ち帰る」行為のことである。食品ロスを減らすために積極的な持ち帰りを提案しているのであるが、一方で、持ち帰りには食中毒のリスクがあるため、環境省では「十分に加熱された食品で、帰宅後に再加熱できるものを選ぶ」、「帰宅までに時間がかかる場合は、持ち帰りはやめる」、「持ち帰った物の見た目やにおいが少しでも怪しいと思ったら、口に入れるのはやめる」といった注意も呼びかけている。日本ホテルでは「中心温度が摂氏75度以上で加熱したもの」という社内基準を設定しており、パン、フライドチキン、ピラフなどがmottECOの対象となる。生もの、傷みやすい料理は持ち帰れない。
「mottECO」には「もっとエコ」と「持って帰ろう」の意味を持たせてある。

## 背景
農林水産省と環境省が2023年6月に発表した2021年度の日本の食品ロス量の推計値は523万トン。日本国民1人あたり毎日約114グラムの食品ロスを出している計算になり、これは飯茶わん1杯分にあたるとされる。523万トンのうち、外食産業から発生する食品ロスは80万トンになる。
国際連合食糧農業機関など国際連合5つの機関が2023年7月に発表した「世界の飢餓・栄養の状況の報告書」では、世界で7億3500万人が飢餓に直面しているとみられている（2022年時点）。コロナ禍前となる2019年と比べて1億2200万人の増加である。
日本政府は食品ロス量を2030年度までに2000年度比で半分となる489万トンまで減らす目標を掲げている。

## 歴史
2019年、日本で食品ロスの削減の推進に関する法律（食品ロス削減推進法）が施行され、食品ロス削減の機運が高まる。アメリカ合衆国や中華人民共和国の外食産業で客自身の食べ残しを持ち帰るためのドギーバッグを日本にも広めようと環境省などが2020年に「Newドギーバッグアイデアコンテスト」を開催した。「食べ残しを持ち帰る行動」の名称と持ち帰り容器のデザインをともに公募し、2000点超の作品が応募された。その中から審査で選ばれた名称が「mottECO」である。2020年12月にはmottECOのロゴが決定する。
2021年にデニーズとロイヤルホストが連携してスタートした。2022年には和食さとと日本ホテルが加わり、2024年度からは産官民21団体が連携する「mottECO普及コンソーシアム」となった。
2024年8月時点では、食べ残しの持ち帰りを促進するためのガイドラインの策定作業を日本政府が行っている。2024年時点ではmottECOの一般認知度は高いとは言えないが、mottECO普及コンソーシアム参加の外食産業では一定の効果が出ているとされる。